# Phare de Sousse
Le phare de Sousse est un phare situé dans la kasbah de la médina de Sousse (dépendant du gouvernorat de Sousse en Tunisie) inscrit depuis 1988 au patrimoine mondial de l'Unesco.
Les phares de Tunisie sont sous l'autorité du Service des phares et balises de la République tunisienne (SPHB).

## Description
La kasbah de Sousse est une forteresse surplombant la médina et dont il ne subsiste plus que la tour de Khalef. À l’origine, celle-ci, d'une hauteur de 22 mètres, est bâtie pour servir de tour à signaux maritimes. Par la suite, elle est transformée en phare et mis en service en mai 1890. La médina est reconnue comme étant l’une des plus anciennes cités musulmanes d'Afrique du Nord, ce qui lui a valu d’être classée en 1988 au patrimoine mondial de l’Unesco.
La lanterne, à une hauteur focale de 70 mètres au-dessus du niveau de la mer, est perchée en haut de la tour carrée de la citadelle. Elle est peinte en blanc. Le phare, placé au point le plus haut de la ville, émet un éclat blanc toutes les quatre secondes et qui est visible jusqu'à près de quarante kilomètres. Le site est ouvert et la tour semble être visitable par le gardien.
Identifiant : ARLHS : TUN019 - Amirauté : E6382 - NGA : 219756.
|                   |
| Kasbah de Sousse. |

|                             |
| Phare (vue de l'intérieur). |

### Lien connexe
- Liste des principaux phares de Tunisie
- Liste des phares et balises de Tunisie